# 韩国陆军第6步兵师
第6步兵师（韩语：／）是韓國陸軍的一个军事组织。

## 结构
- 司令部：
  - 朝韩非军事区巡逻连
  - 反坦克连
  - 装甲营
  - 信号营
  - 侦察营
  - 工兵营
  - 支援部队营
  - 医疗大队
  - 化学大队
- 第1步兵团
- 第7步兵团
- 第19步兵团
- 直属炮团

## 历史
该师最初由第2、第7和第19步兵团组成。 

### 朝鲜战争
第2步兵团最初于1946年2月28日在大田组建，最初由李亨坤中校指挥。该单位于1947年12月被分配到第1旅，后来在1949年5月时被重新分配到第6师。 1950年6月25日，第6师在朝鲜进攻韩国期间参与了春川战役。
首尔第一次沦陷后，该师成为第二军的一部分。其任务是组织朝鲜军队从首尔向大田推进。
该师后来参加了釜山防御圈战役。 
1950年10月23日晚上，第6师在几乎没有遇到抵抗的情况下，迅速沿着清川江前进，到达了古藏洞以北近16英里的惠村。并于24日夜里穿过离惠川26英里的熙川。第6师的第7团北上，向五十里外鸭绿江边的楚山进发。第二天早上，来自第7团的一个加强侦察排进入楚山，发现朝鲜人正从一座狭窄的浮桥上穿过鸭绿江撤入中国境内。 
10月25日，第6师第2团的第3营从距离鸭绿江50英里的惠川向北镇移动。在温井以西8英里处，第3营遇到了被认为是朝鲜人的小规模部队，但实际上这是中国志愿军的陷阱，在该陷阱中，志愿军以有组织的力量摧毁了第3营。第二天晚上，该师命令其第7团向南撤退。然而，在此之前，它需要补给，这些补给已于28日空投。第二天早上，当第7团向南前进时，它在高仓以南约20英里处遇到了敌人设下的路障。 
1950年11月26日，在土耳其人将韩国人误认为中国人后，一些从前线撤退的韩军第6师和第7师士兵被土耳其旅的一个营袭击。125名韩国人被俘，其中许多人被土耳其人屠杀。这一事件被美国和欧洲媒体错误地报道为土耳其战胜中国人，即使在向美国人得知真相后，媒体也没有做出任何努力来纠正这个故事。   
1950年11月中国志愿军进入朝鲜战场后，美国第2步兵师、土耳其旅和韩国第6、7和8步兵师都被击溃，这些部队都需要长期休整才能恢复战斗力。
1951年5月26日起4日间水坝附近，张都暎准将率领的韩军第6师团与中国人民志愿军63军交战，韩军打败了志愿军，並將破虏湖战役視為朝鲜战争期间韩军取得的最伟大的胜利。韩军将志愿军士兵遗体以重型机器推入水坝湖中进行水葬，有指湖水因此变成红色。韩军第6师方面主张，已击毙中国人民志愿军2万人，俘虏2.617人。战后，时任总统李承晚访问水坝湖之际以「擊破蠻虜」命名为破虏湖。至今仍然有其挥笔的纪念碑。当时，張都暎准将回忆说：“我以前从未俘获过这么多中共战俘。